# Monges Dominiques
Les Monges Dominiques o Monges de l'Orde dels Predicadors (en llatí Moniales Ordinis Predicatorum) són les religioses de vots solemnes que formen part de la branca femenina de l'Orde dels Predicadors. Van ser fundades per Sant Domènec de Guzman en 1206. Com els frares de l'orde, posposen al seu nom les sigles O.P.

## Història
La primera comunitat de monges dominiques va ser fundada a Nostra Dona de Prouilhe, prop de Fanjaus, a la Provença, l'hivern d'entre 1206 i 1207: Domènec de Guzmán hi va reunir un grup de dones converses de l'heretgia càtara que havien manifestat el desig de dedicar la vida a la pregària i la penitència.
El fundador els va donar el deure de viure una vida contemplativa en un monestir que havia obtingut del bisbe de Tolosa, que va ser-ne el primer de l'orde i el centre de l'obra missionera del sant a la França meridional. Les monges havien d'ajudar a la "Santa Predicació" mitjançant la pregària pels seus germans frares.
El 1218 s'obrí un segon convent dominicà a Madrid i, a demanda del papa Honori III, Domènec s'encarregà de la reorganització de la vida monàstica femenina a Roma segons els dictàmens del Concili Lateranense IV. Va fer arribar a la ciutat un grup de vuit monges de Prouille i les va instal·lar prop de l'església de San Sisto Vecchio, on s'establiren les constitucions religioses que després s'aplicarien a tots els monestirs de l'orde.
En 1223 la noble Diana d'Andalò, després de professar a Roma amb Domènec, va fundar amb Giordano di Sassonia el monestir de Sant'Agnese de Bolonya, el quart de l'orde, a la ciutat on havia mort el sant dos anys abans.

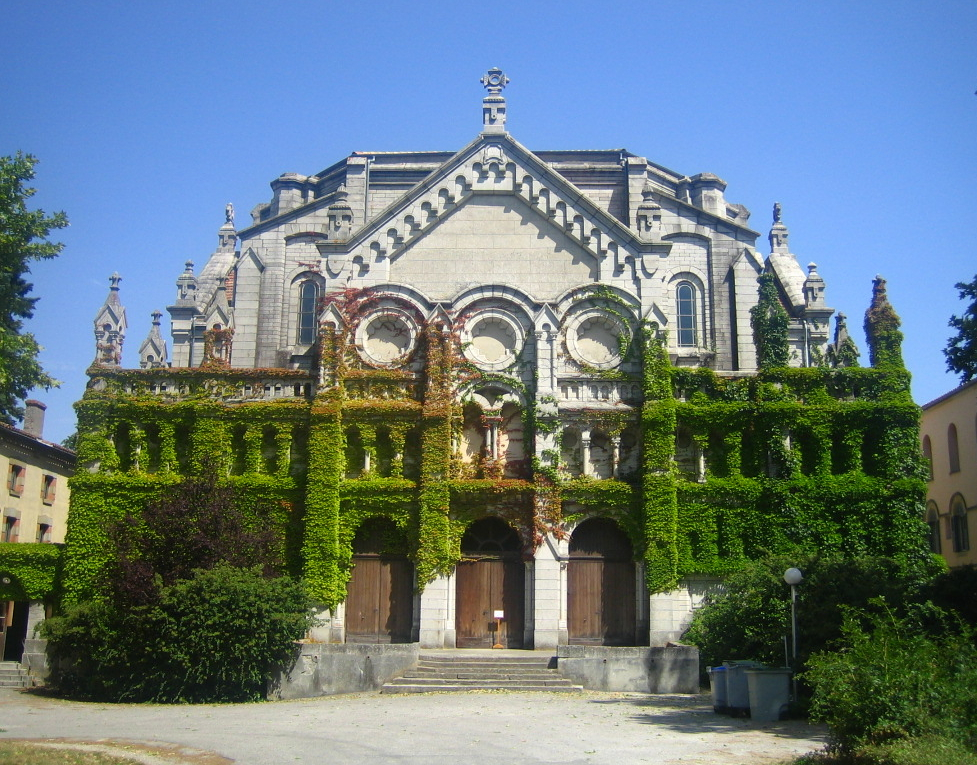
Monestir de Prouilhe, edificat al s. XIX al lloc on hi havia la casa mare de l'orde dominic femení
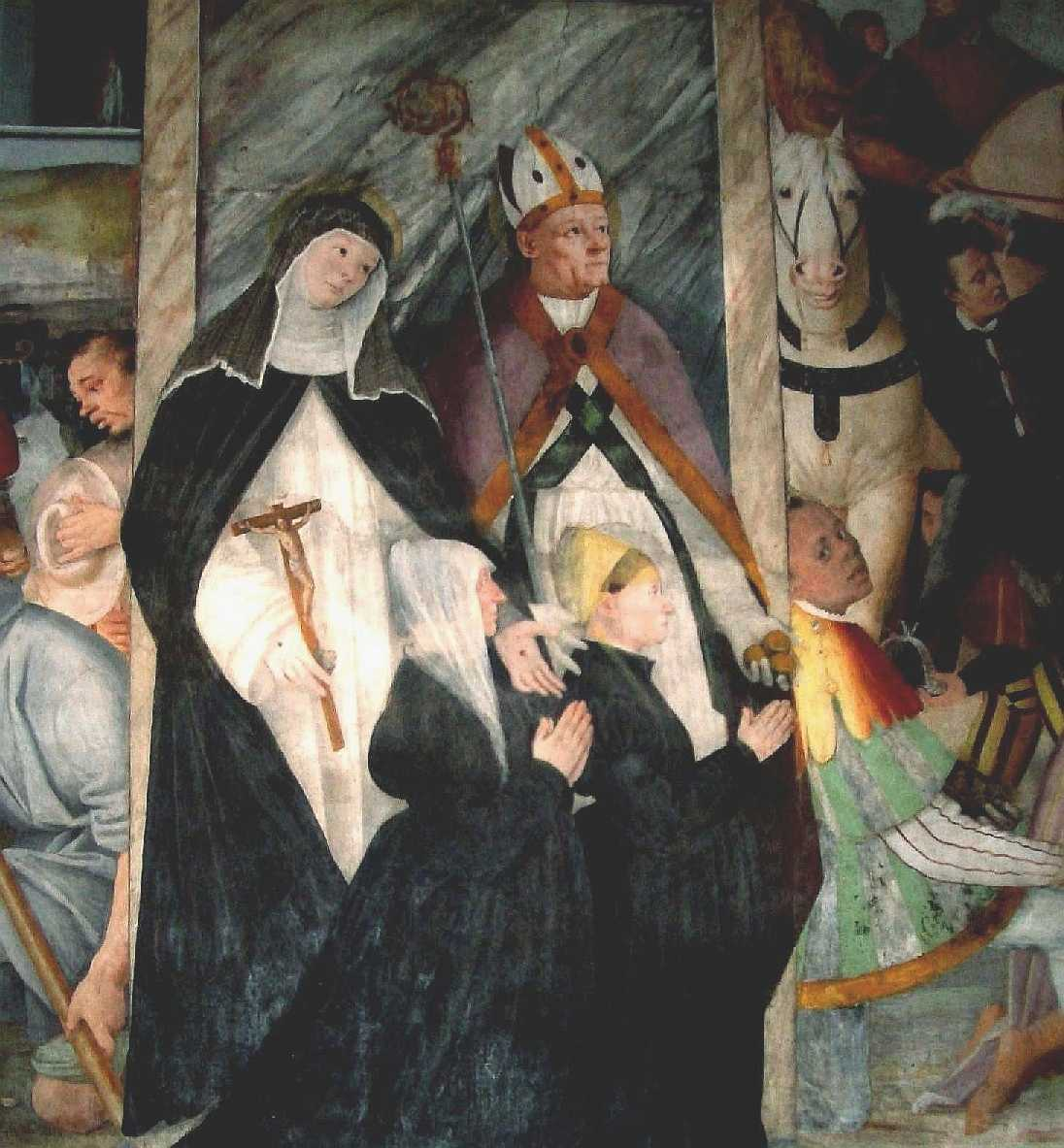
Fresc de Gaudenzio Ferrari a Vercelli (1533), amb Santa Caterina de Siena dreta, on pot veure's l'hàbit de les monges dominiques

## Activitats i difusió
Les monges dominiques són un orde de clausura dedicat a la pregària contemplativa i a l'estudi. Amb la pregària, acompanyen la predicació dels frares de la branca masculina de l'orde i participen així del mateix carisme.
Fan servir el mateix hàbit, blanc amb capa negra, la mateixa regla i la mateixa litúrgia que els frares dominics.
El 31 de desembre de 2005, l'orde comptava amb 3.198 monges i novícies i 213 monestirs arreu del món.